# Bom MK 83
Bom MK 83 là một loại bom công dụng chung trong dãy bom: MK-81, MK-82, MK-83, MK-84 hiện đang ở trong trang bị sẵn sàng chiến đấu của Hoa Kỳ. Khối lượng danh nghĩa của bom là 1000 lb (454 kg), mặc dù khối lượng thực tế của bom trong khoảng 985 lb (447 kg) và 1.030 lb (468 kg), tuỳ thuộc vào loại ngòi, ống và cánh đuôi. Mk 83 có vỏ thép thuôn, chứa 445 lb (202 kg) thuốc nổ Tritonal. Khi nhồi với PBXN-109, loại thuốc nổ kém nhạy nổ, bom được thiết kế là BLU-110.
Bom Mk 83/BLU-110 được sử dụng là phần chiến đấu của nhiều loại vũ khí dẫn hướng, gồm bom dẫn hướng GBU-16 Paveway và GBU-32 JDAM.